# Kloster Reepsholt

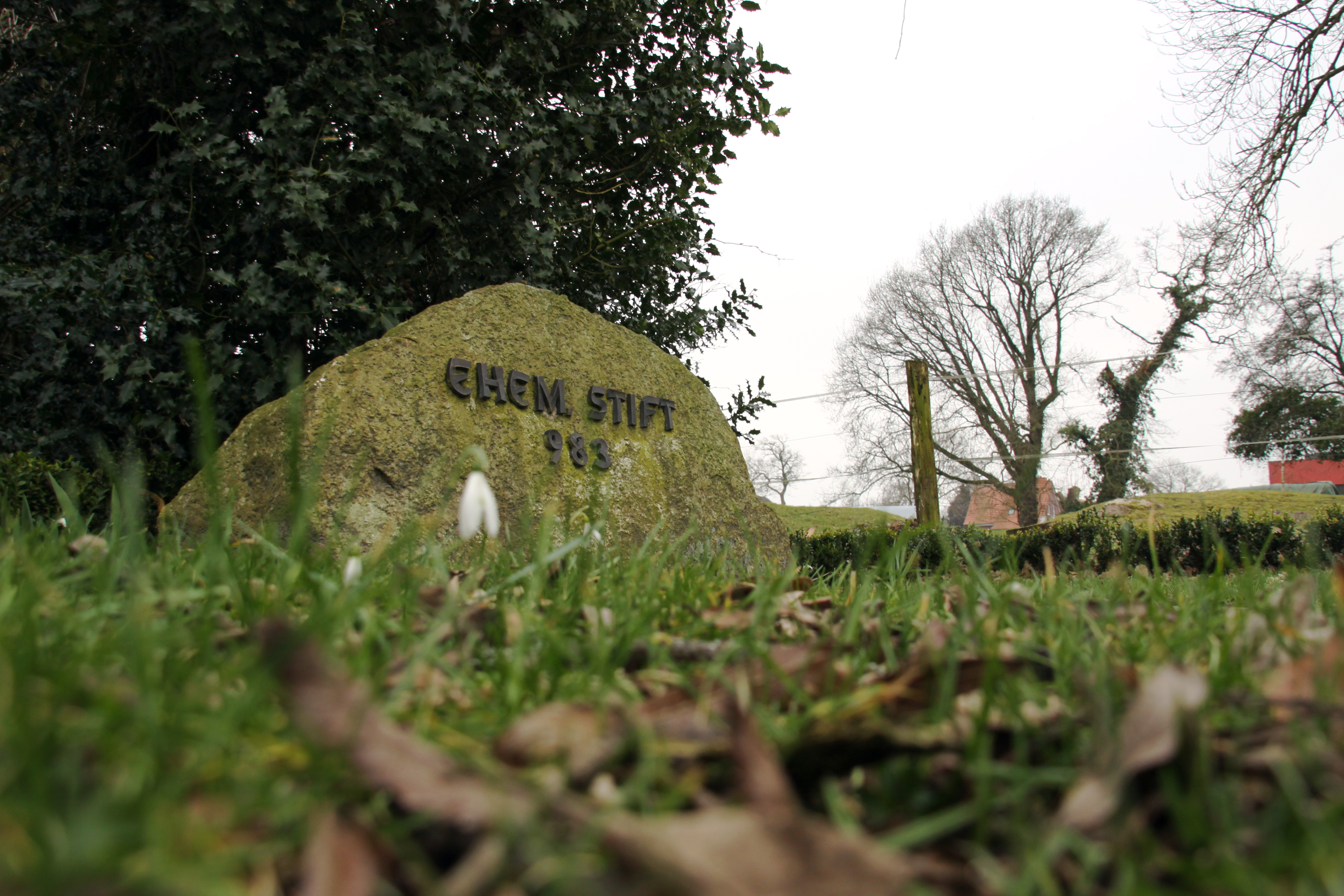
Gedenkstein für das ehemalige Stift.

Das Kloster Reepsholt war das erste Kloster im heutigen Ostfriesland. Reepsholt ist heute Teil der Gemeinde Friedeburg. Das Chorherren-Stift löste sich noch vor der Reformation im 15. Jahrhundert auf.

## Geschichte
Die Schwestern Reingert und Wendila, die offenbar aus begüterten Kreisen stammten, schenkten Adaldag, dem Erzbischof von Bremen, im 10. Jahrhundert Güter. Diese umfassten die Höfe Hripesholt und More sowie Land in diversis locis. Dieser sollte dort laut Urkunde „ein Stift und eine Gemeinschaft von Klerikern“ errichten. Kaiser Otto II. bestätigte die von Adaldag betriebene Gründung des Stiftes am 9. Juni 983 in Verona. Ausdrücklich bekräftigte er in der Urkunde, dass Ort und Stift fortan der Verfügungsgewalt der Bremer Kirche unterliege. Gleichzeitig verlieh er dem Stift den Königsschutz sowie die Immunität und befreite es von allen Abgaben. Es unterstand fortan nur der Jurisdiktion der Bremer Kirche und diente der Verbreitung des Christentums in der Region. Das Bistum Bremen besetzte es mit zwölf regulierten Chorherren. Zudem bekam das Stift einen Teil der von Adaldag aus Rom mitgebrachten Reliquien. Patron des Stiftes war Mauritius.
Vermutlich wurde das Stift im Verlauf des 11. Jahrhunderts an das Bremer Domkapitel übertragen, das spätestens ab dem 12. Jahrhundert auch den Propst von Reepsholt stellte. 1134 erweiterte Bischof Adalbero von Bremen dessen Rechte. Er richtete in Reepsholt eine Propstei ein, der fortan auch die Kapellen zu Etzel, Marx, Horsten und Dykhusen sowie die eben erst gebaute St.-Petri-Kirche zu Westerstede, möglicherweise auch (Alt-)Gödens, Abickhafe und Wiesede, angehörten. Damit war das Stift Zentrum einer als Archidiakonat anzusehenden Unterteilung der Bremer Diözese.
Dennoch blieb seine Strahlkraft auf die Region gering. Es wurde in einer Zeit, in der die Landesgemeinde Östringen ihre Strukturen, ihr Selbstgefühl und ihre Identität entwickelte, wohl als vornehmlich bremische Institution wahrgenommen. Deutlich wurde dies zu Beginn des 12. Jahrhunderts, als die Einwohner von Reepsholt nur wenige Schritte vom Stift (etwa 200 Meter weiter nordwestlich) entfernt damit begannen, eine eigene Kirche zu bauen, die noch heute Mittelpunkt des Gemeindelebens ist, obwohl sie bis dahin Gottesdienste im Stift besuchten. Heinrich Schmidt deutet dies in Zeiten der aufziehenden Friesischen Freiheit als „Streben nach einer ausgebildeten Eigenständigkeit auch im lokalen Bereich.“ Gleichzeitig wurde auch an der Stiftskirche gearbeitet, die dadurch zu einem „mächtigen Steinbau“ wurde.
Im frühen 15. Jahrhundert setzte der Niedergang des Stiftes ein. In Urkunden werden Kriegswirren und „andere unglückliche Umstände“ (möglicherweise Sturmfluten) erwähnt. Daraufhin wurde Reepsholt in das Domstift St. Willehad Bremen inkorporiert. Papst Eugen IV. bestätigte diesen Schritt 1434. Danach löste sich das Stift wohl langsam auf. Schon 1474 soll die Stiftskirche nicht mehr gestanden haben. Die Propstei war zuvor an die Gemeindekirche übergegangen, die auch das Patrozinium übernahm und dem heiligen Mauritius geweiht war. Um 1500 wird das Stift von Erzbischof Johann III. Rode von Wale als desolat und total zerstört beschrieben. Die letzten Gebäudeteile sollen 1534 beseitigt worden sein. Auch Archiv und Bibliothek sind nicht überliefert. An den Standort des ehemaligen Stiftes am Klimp erinnert heute ein Gedenkstein.

## Baugeschichte
Im Ergebnis archäologischer Grabungen umfasste der Stiftsbezirk eine Fläche von 130 × 130 Metern. Er entstand über frühchristlichen Bestattungen in drei Bauphasen, bei denen wahrscheinlich frühe Holzkirchen errichtet wurden. Um 1200 begann der Bau der Backsteinkirche, die etwa 40 Meter lang und 12 Meter breit war. Die Ausstattung des Stiftes ging mit der Auflösung verloren. Zur Zeit seines 17. Abtes Oltmann (1374) hatte es zwei Orgeln erhalten.

## Namensdeutung
Nach der ersten Erwähnung im Jahre 983 als Hripesholt wird der Ort später Ripesholt (1100), Repesholte (1202), Repsholt (1719) bezeichnet. Die heutige Schreibweise ist seit 1825 gängig. Der Ortsname wird vom ostfriesisch-niederdeutschen Wort ripe (rîp) hergeleitet, dessen Bedeutung mit Rand wiedergegeben wird. Reepsholt bedeutet demnach „Wald am Rand oder Ufer“.

## Standort und Wirtschaftstätigkeit
Das Kollegiatstift wurde auf einem Geestrücken auf einer Höhe von 7,8 Metern über Meeresniveau (NN) gegründet. Es lag im Gau Östringen. In unmittelbarer Nähe verlief der alte Fernweg, der von Oldenburg nach Jever führte. Über ein Tief hatte Reepsholt zudem Zugang zum Jadebusen und damit zur offenen See. Von den in der Schenkungsurkunde genannten Orten ist nur der Hof Hrispesholt als Vorgänger des heutigen Dorfes bekannt. Die Lage des anderen Hofes, More, ist unbekannt, wird aber im Bereich von Desenhamm östlich von Dose vermutet. Möglicherweise verfügte das Stift auch über Rechte an mindestens drei Wirtschaftshöfen in unmittelbarer Umgebung. Dort gibt es zudem Flurnamen wie Popentuun, Krützhamm oder Hilgenkämpe, die darauf hindeuten, dass die Ländereien einst dem Stift gehörten.